# Amauromyza flavida
Amauromyza flavida är en tvåvingeart som beskrevs av Spencer 1975. Amauromyza flavida ingår i släktet Amauromyza och familjen minerarflugor.
Artens utbredningsområde är Sri Lanka. Inga underarter finns listade i Catalogue of Life.